# Орошение

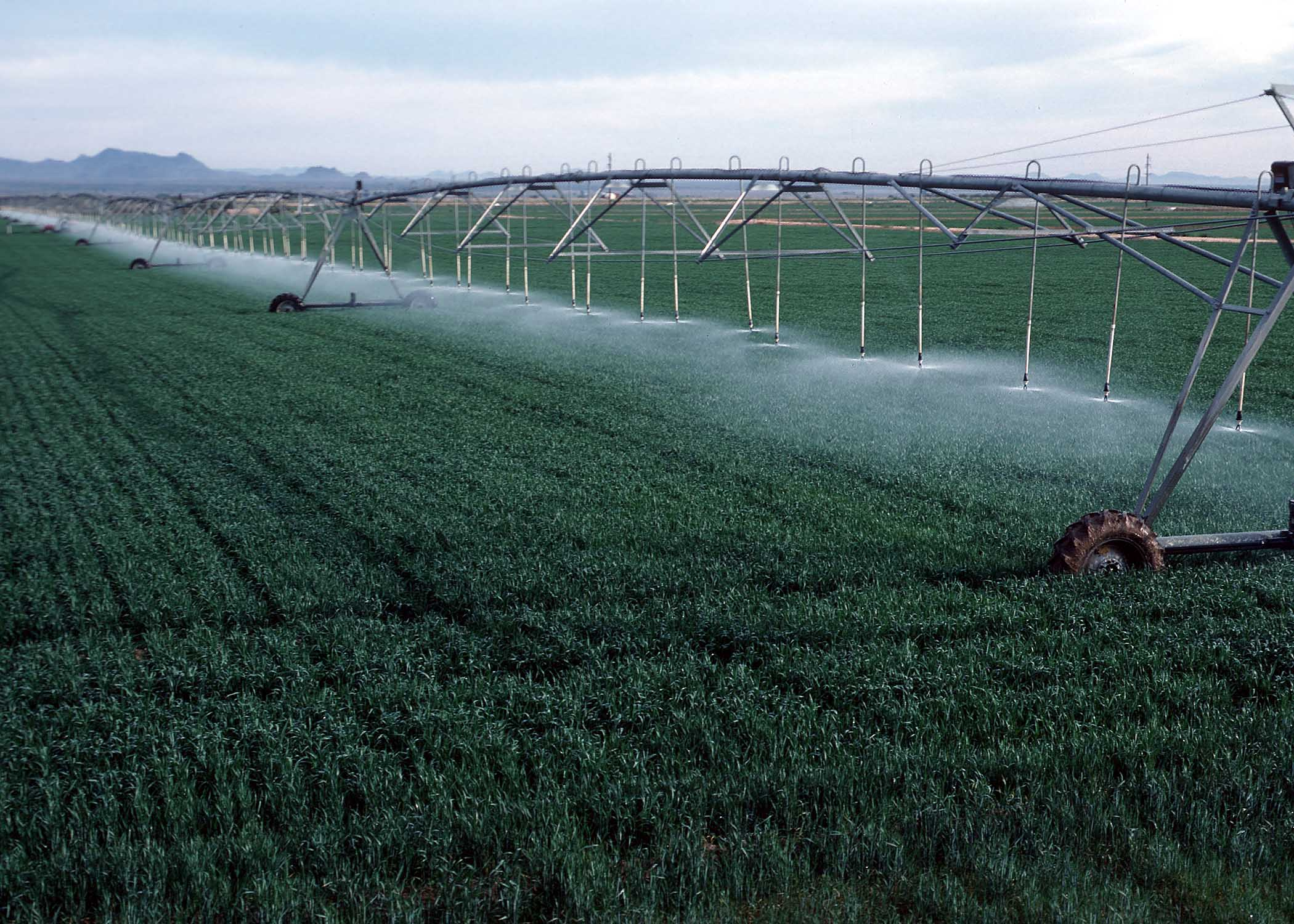
Самоходная фронтальная оросительная установка в действии

Ороше́ние или иррига́ция — подвод воды на поля, испытывающие недостаток влаги, и увеличение её запасов в корнеобитаемом слое почвы в целях увеличения плодородия почвы. Орошение, вместе с осушением, является основным видом мелиорации — гидротехническим. 
Орошение улучшает снабжение корней растений влагой и питательными веществами, снижает температуру приземного слоя воздуха и увеличивает его влажность.

## История

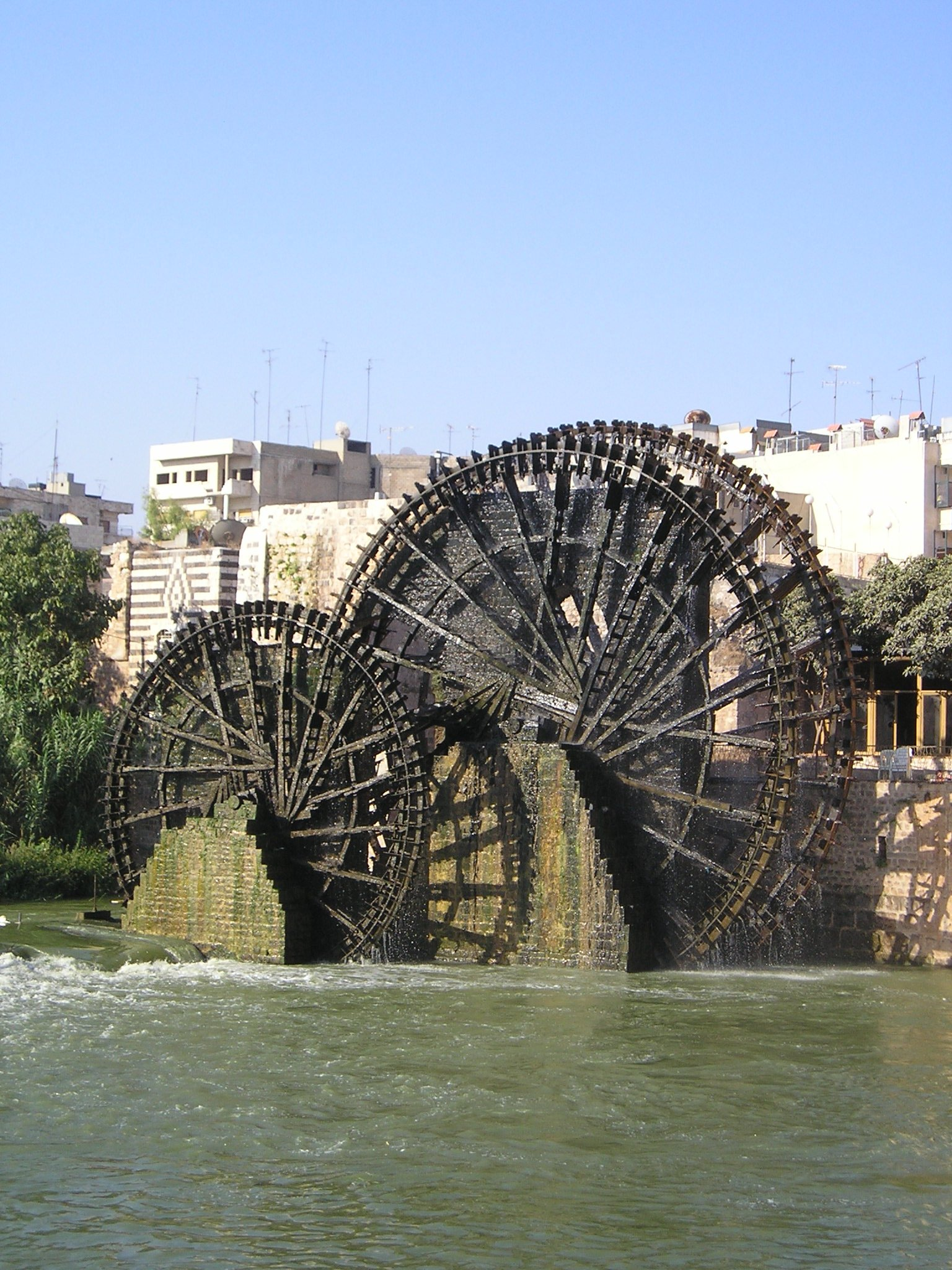
Нории на реке Оронт в Хаме (Сирия)

Уже в древнейшие времена орошение достигло степени искусства, на котором было основано благосостояние целых стран. О проведении воды для увлажнения полей упоминается во многих местах Библии. Местность между Евфратом и Тигром славилась уже в глубочайшей древности сельскохозяйственным прогрессом, достигнутым при помощи систематического орошения. С незапамятных времён существуют образцы оросительных сооружений в странах древнейшей культуры: в Китае, Индии и Египте, а в Новом свете — в областях исчезнувшего царства ацтеков. Египтяне не довольствовались периодическими разливами Нила для оплодотворения своих полей; а провели его во́ды, с помощью разветвлённой системы каналов, по всей своей плодородной области до края пустыни. Впоследствии здесь перешли к водочерпательным колёсам, поднимавшим воду на высоту.
В Европе древнейшими мастерами по части орошения являются этруски. Громадные остатки каналов между реками Адиджем и По свидетельствуют ещё в настоящее время об исполинских сооружениях, исполненных этим народом исключительно для обводнения полей. Своё искусство они передали римлянам. Последние высоко ценили воду, и ещё в настоящее время поражают их гидротехнические сооружения: возвышенные бассейны, водопроводные каналы, искусственные пруды и озёра, великолепная отделка источников и другие совершенные устройства для доставления хорошей воды́ (см. Архитектура Древнего Рима).
Самым широким образом оросительные сооружения развились в Ломбардии. Сеть оросительных каналов в этой области, развиваемая и совершенствуемая со времён римлян, охватывала к началу XX века площадь до 450 000 гектаров. Главные каналы этой сети, в состав которых вошли и древние искусственные водотоки, построены были в начале средних веков частью монахами, частью городами Миланом, Кремоной и другими под владычеством Висконти, Сфорца, Паллавичино, а в области Мантуи династией Гонзага. Древнейший канал Ветталия построен в 1057 году. Уже в 1216 году в Милане появляется собрание постановлений о пользовании водой, которые впоследствии были усовершенствованы и послужили основанием законодательства об орошении 1747 года. В XI веке монахи аббатства Кьяравалле владели более чем 8 000 гектаров орошаемых лугов и продавали излишек своей воды. Для определения её количества пользовались особыми водомерами, в которых вода пропускалась через определённое отверстие (0,029 м²), при постоянном напоре (0,10 м). В минуту через такое отверстие протекает 2,1835 м³, что называется миланской унцией. Впоследствии вместо водяной унции стали пользоваться для измерения расхода другими устройствами и приборами, называемыми со времен Солдати, первого изобретателя такого прибора в XVI веке, модулями.
Из Ломбардии немецкие солдаты в XVIII веке принесли с собой искусство орошения в область нижнего Рейна, где оросительные устройства особенно развились и укрепились в окрестностях города Зигена, благодаря стараниям бургомистра этого города Дреслера, около 1750 года. В Испании орошение введено было маврами, трудами которых безводные окрестности Валенсии превратились в область роскошнейшего плодородия. Развалины гидротехнических сооружений мавров в Испании до сих пор производят впечатление своим величием. Мавританские оросительные устройства послужили образцом не только в техническом отношении, но и в отношении законодательства и организации, так как здесь явилась самая древняя форма общественного пользования орошением. Подведомственные маврам провинции разделялись на оросительные участки, для которых необходимое количество воды обеспечивалось заграждением горных ручьёв и речек в летнее время. Для этого строились большие плотины. Из образованных таким образом водохранилищ вода проводилась магистральными каналами, а от них ответвлялись боковые каналы, из которых вода для орошения отдельных участков вычерпывалась нориями. Для каждого из орошаемых участков рассчитано было точно потребное количество воды. Пользование ею было строго регламентировано, и за выпуск излишней воды установлены были штрафы. Для контроля расхода воды пользовались стрелочными водомерами. В некоторых местностях Испании устройства эти сохранились ещё в настоящее время. Во Франции большие оросительные системы находятся в долинах Луары и Гаронны, а также в департаментах Савойя, Верхняя Савойя, Буш-дю-Рон, Эро, Гар и других. Англия, по свойствам климата, требует мало орошения, но местами и здесь встречаются обширные местности, пользующиеся искусственным обводнением, например самые древние оросительные устройства, в Уилтшире, созданные в 1690—1700 годах, занимают площадь около 15—20 тыс. гектаров. В 1743 году Дженингс устроил у Хоудена, близ Йорка, первые кольматажные луга.

## Основные сведения

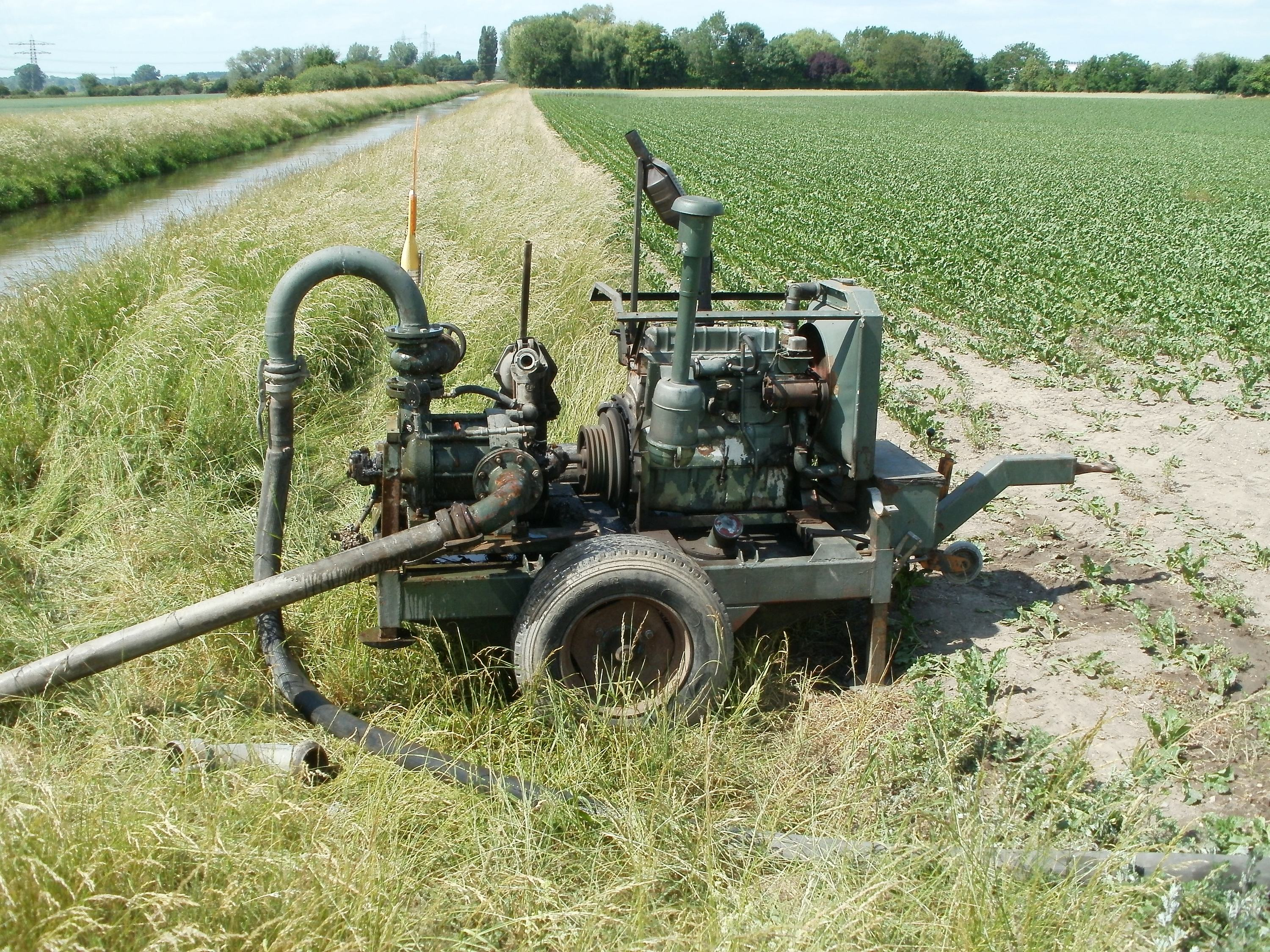
Насосная станция для забора воды на оросительные нужды

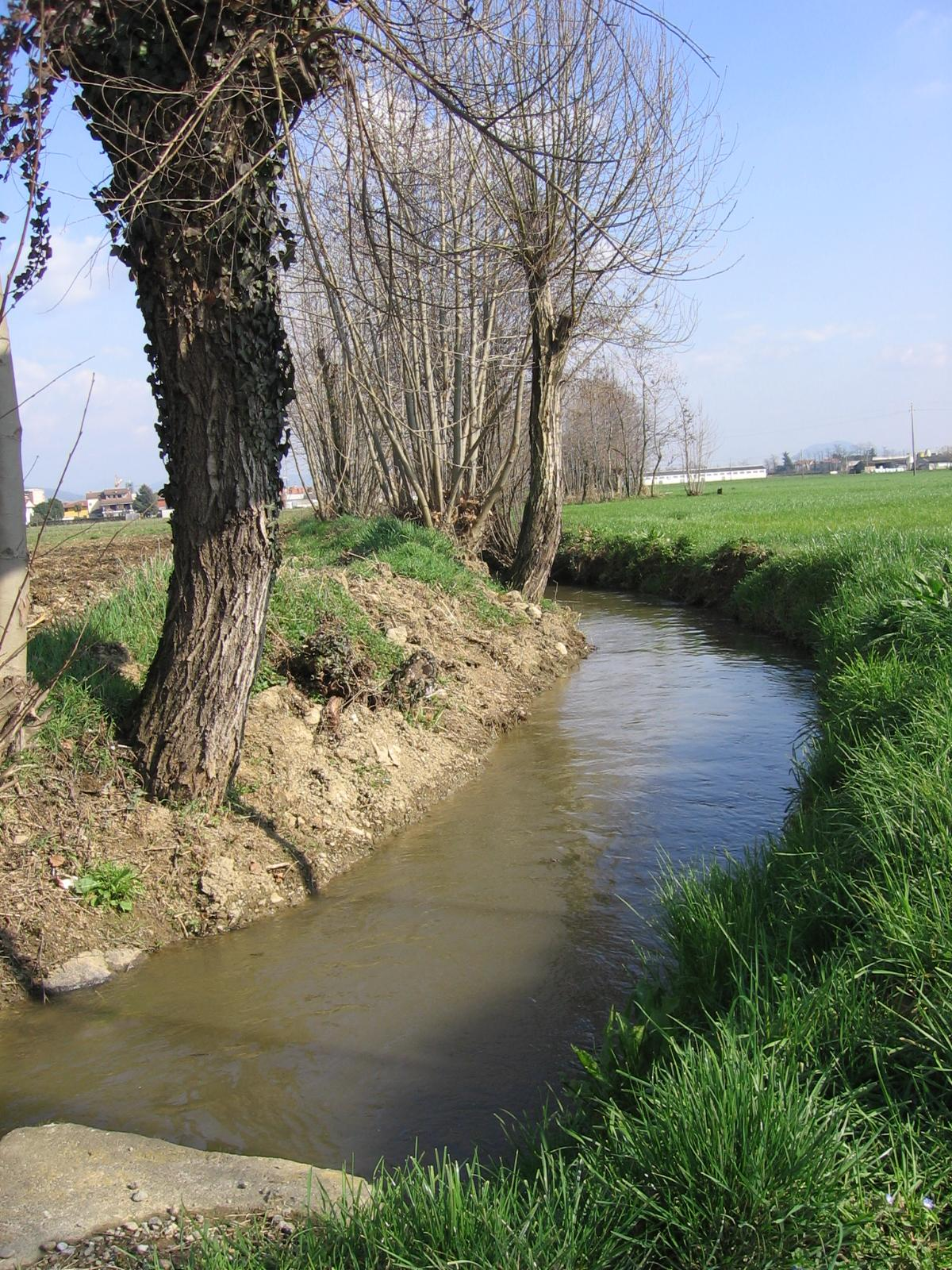
Оросительный канал

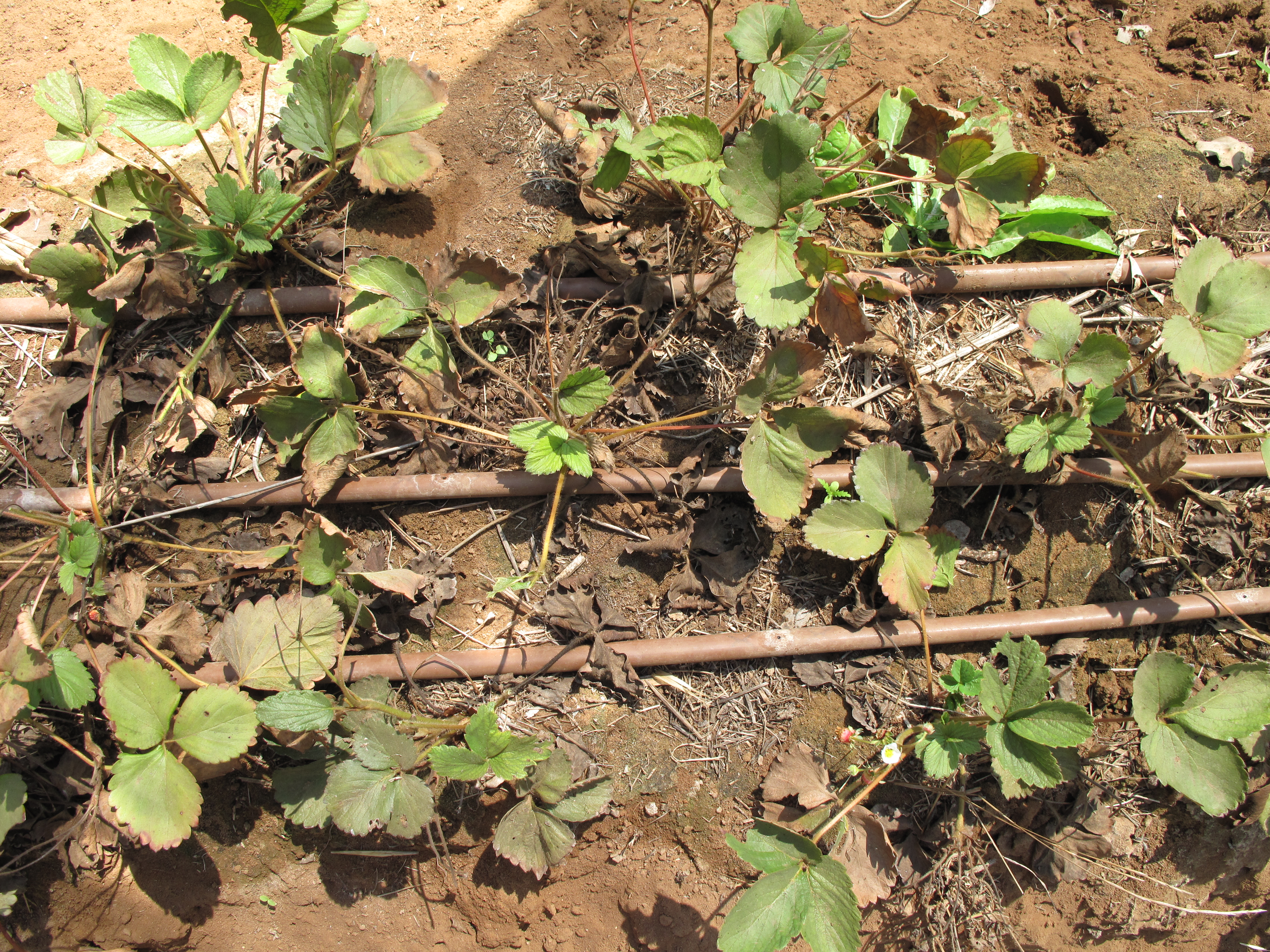
Оросительные трубопроводы

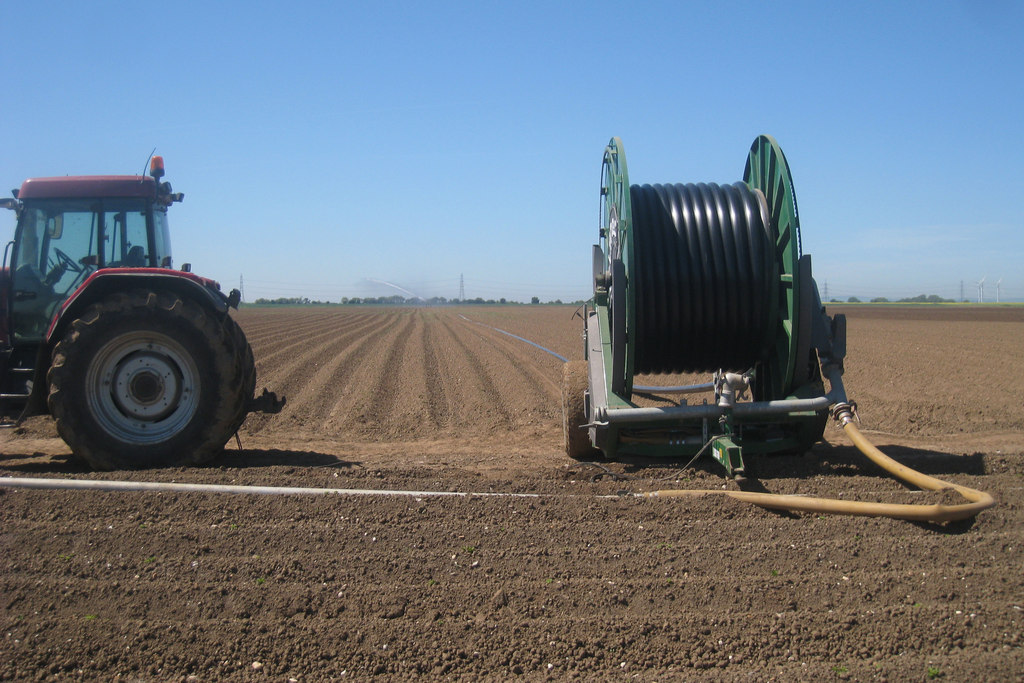
Передвижная установка для орошения

Орошение относится к гидромелиорации, которая представляет собой ряд мер, направленных на долговременное улучшение водного режима почвы с целью повышения её урожайности. Гидромелиорация осуществляется путём строительства инженерных гидротехнических сооружений, с помощью которых осуществляется просчитанное изменение или регулирование водного режима территории. Если орошение требуется осуществлять в местности бедной водными запасами, то предварительно следует провести обводнение территории, так как постоянная транспортировка требуемых для орошения объёмов воды была бы чрезвычайно неэффективной и дорогостоящей. С помощью же обводнения обеспечивается поступление воды естественным ходом, что позволяет её использовать в дальнейшем непосредственно в оросительных системах.
Эффективным является использование орошения вместе с другими видами мелиорации, например, с агролесомелиорацией, которая включает в себя создания защитных лесополос и участков. При этом возможно достичь не только улучшения почвенных условий, но и изменения в лучшую сторону микроклиматических условий, когда улучшается местный влагооборот в целом. В засушливых регионах только увлажнения почвы может быть недостаточно, так как при действии сухих ветров испарение с поверхности растений усиливается, и скорость подпитки из корневой системы может оказаться недостаточной, что приводит к увяданию. Также можно отметить такие виды мелиорации как опреснительные мелиорации, которые заключаются в выведении из почвы вредных солей, и тепловые мелиорации, когда полив культур производится тёплой водой.
В целом, орошение применяется в самых различных участках по климатическим условиям. Очевидно, что наибольшая нужда в орошении наблюдается в регионах с жарким сухим климатом (аридный климат), характеризующихся малым количеством осадков (200—300 мм в год). Показатель увлажнения (отношение годовой суммы осадков к потенциальной испаряемости) меньше 0,33, а дефицит испаряемости (разница между возможной испаряемостью за вегетационный период и продуктивно используемыми осадками) превышает 5000 кубических метров на гектар. В России к подобным землям можно отнести территорию Астраханской области. Данный климат типичен для государств Средней Азии, где основной культурой, выращиваемой с помощью орошения является хлопчатник.
Также орошение весьма эффективно в субаридных областях. Для них показатель увлажнения составляет меньше 0,77, а дефицит испаряемости — 2000-5000 м³ на гектар. Климат в таких областях более благоприятный, чем в зонах аридного климата, однако раз в несколько лет здесь случаются засушливые периоды, что может наносить большой ущерб сельскому хозяйству. Орошение здесь играет несколько иную роль, служит не столько для создания возможности произрастания, сколько для выравнивания колебаний объёма получаемой продукции по годам и более эффективного использования земель с возможностью снимать урожай несколько раз в год. Определяющими культурами являются кормовые и зерновые.
В зависимости от местной ситуации возможны разные способы проведения орошений. Во-первых, может орошаться как целиком вся площадь угодий, что характерно для засушливого климата, так и отдельные участки определённых культур, что свойственно для более влажных климатических районов. Во-вторых, орошение может осуществляться единожды за год (так называемое лиманное орошение), при котором в почве создаётся необходимый запас воды, используемый растениями в течение года, или же орошение может производиться постоянно.

## Режим орошения
В задачу орошения входит определение необходимого количества воды, требуемого для проведения оросительных работ с максимальной эффективностью. Для этого учитывают как местные климатические условия, так и вид орошаемых растений и требуемые ему условия для максимального произрастания и количества воды в разные периоды роста. Следует знать фазы развития той или иной культуры и обеспечивать требуемые условия для каждой из фаз. Можно выделить следующие фазы роста: прорастание, кущение, цветение и созревание. Наиболее водозатратной для злаковых культур является фаза кущения, тогда как, например, для хлопчатника — фаза цветения.
Различают поливную норму — количество воды, требуемое сельскохозяйственной культуре на один полив, и оросительную норму — весь объём воды на период орошения. Коэффициентом водопотребления называют количество воды, израсходованное растениями, на единицу урожая.

## Оросительные системы
Оросительная система — территория, на которой расположены гидротехнические (водозаборные и водонапорные сооружения, каналы, трубопроводы) и эксплуатационные (дороги, мосты) сооружения, обеспечивающие её орошение, бывают открытые и закрытые. Оросительные системы в общем случае состоят из нескольких компонентов:
- Водоисточник — река, пруд, водохранилище, скважина, обеспечивающие требуемый объём воды
- Водозаборное сооружение — регулирует забор воды в систему
- Сеть линейных водопроводящих устройств — каналы, лотки, трубопроводы
- Поливная сеть и устройства — непосредственно поливные полосы, борозды, чеки, ярусы, поливальные машины и устройства
- Водосборно-сбросная сеть — для сбора и отвода поверхностного стока с участка
- Дренажная сеть — для регуляции уровня подземных вод и отвода солей
- Вспомогательные сооружения — для регулирования напора, расхода и объёма воды, очистные сооружения и пр.
- Инфраструктура — дороги, лесополосы, сооружения энергоснабжения, производственные и жилые здания, пруды-накопители и пр.

Соответственно, можно выделить несколько типов оросительных систем в зависимости от применяемых компонентов. Например, если в качестве водозаборного сооружения используются насосные станции, то система является с механическим водоподъёмом, в отличие от самотечной системы. По типу открытости можно различить системы открытые, где используются каналы и лотки и закрытые, где используются трубопроводы. Также системы различаются по способу полива: поверхностного полива, дождевальные, рисовые, лиманного, капельного или внутрипочвенного орошения.

## Почвенная влага
Изучение и прогнозирование свойств почвенной влаги является одной из важнейших задач в орошении, так как именно для её регулирования орошение и предназначено. К почвенной влаге относят влагу, содержащуюся в верхнем слое земли в пределах зоны аэрации. Ключевым параметром, характеризующим почвенную влагу, является её подвижность, в зависимости от величины которой почвенную влагу разделяют на кристаллизационную, твёрдую (лёд), парообразную, прочносвязанную, рыхлосвязанную и свободную. Задачей орошения является создание определённой влажности, которая бы обеспечивала максимальный урожай засеиваемой на данном участке сельскохозяйственной культуры. При этом выделяют несколько видов влажности почвы, что позволяет максимально точно рассчитывать её свойства:
- Максимальная гигроскопичность позволяет оценить, сколько влаги может содержать почва прежде чем прекратится процесс впитывания
- Наименьшая влагоёмкость показывает, сколько воды останется в почве, после того как стечёт вся гравитационная вода
- Полная влагоёмкость определяет максимальное количество влаги, способное содержаться в почве
- Влажность завядания — влажность, при которой прекращается процесс усвоения влаги из почвы определённым растением и начинается процесс завядания; данная характеристика зависит не только от типа почвы, но и от сорта сельскохозяйственной культуры.

Скорость впитывания воды в почву можно определять по формуле:
{\displaystyle u=\alpha Kt^{\alpha -1}},
где
- {\displaystyle u} — скорость впитывания, мм/мин.
- {\displaystyle \alpha } — редукционный параметр
- {\displaystyle K} — параметр, имеющий размерность скорости впитывания
- {\displaystyle t} — время от начала впитывания

Проинтегрировав это выражение, можно получить слой впитавшейся влаги за время {\displaystyle t}:
{\displaystyle H=Kt^{\alpha }}.
Для того чтобы не начался процесс ирригационной эрозии, требуется, чтобы вся поступающая влага впитывалась в почву.
Для оценки водоотдающих свойств тех или иных почв можно использовать коэффициент водоотдачи, который равен отношению объёма свободновытекающей из грунта воды к объёму этого грунта, выраженный в процентах. Значения коэффициента водоотдачи составляют от 0,01 для глин до 20 у мелкозернистых песков.

## Способы орошения

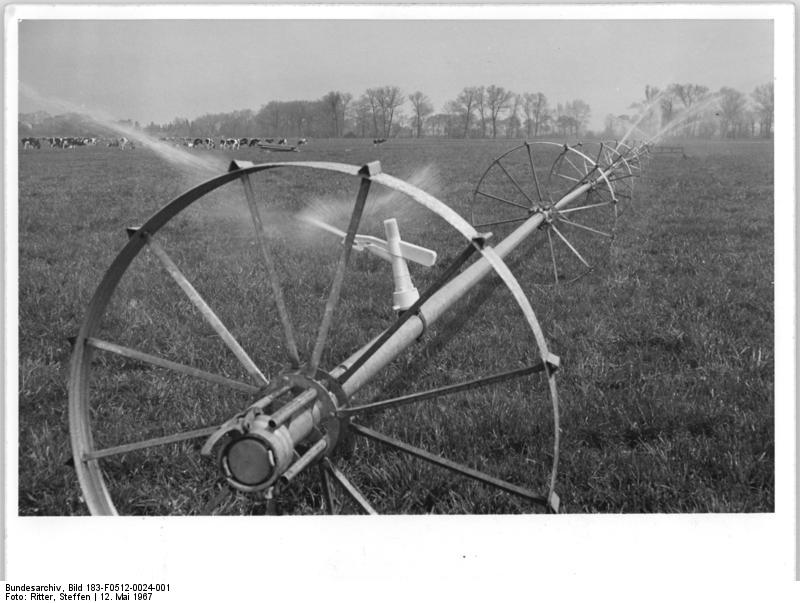
Круговая оросительная установка
на полях ГДР (1967)

К основным способам орошения относится:
- полив по бороздам водой, подаваемой насосом или из оросительного канала;
- разбрызгиванием воды из специально проложенных труб;
- аэрозольное орошение — орошение мельчайшими каплями воды для регулирования температуры и влажности приземного слоя атмосферы;
- подпочвенное (внутрипочвенное) орошение — орошение земель путём подачи воды непосредственно в корнеобитаемую зону;
- лиманное орошение — глубокое одноразовое весеннее увлажнение почвы водами местного стока.
- дождевание — орошение с использованием самоходных и несамоходных систем кругового или фронтального типа.

## Орошение в разных странах
Сельское хозяйство является крупнейшим потребителем воды в мире. Около 70 % пресной воды используется в сельском хозяйстве. В засушливых районах Азии и Африки достигается 90 % запасов пресной воды. В целом по Европе этот процент составляет 35 %.
Орошаемые площади составляют около 16 % от общей площади сельскохозяйственных угодий во всем мире, но дают около 40 % от общего урожая. Около 68 % этой территории приходится на Азию, 17 % на Америку, 9 % на Европу, 5 % на Африку и 1 % на Океанию. Наиболее крупные смежные области с высокой плотностью орошения находятся:
- В Северной и Восточной Индии и Пакистане по рекам Ганг и Инд.
- В бассейнах рек Хайхе, Хуанхэ и Янцзы в Китае.
- Вдоль реки Нил в Египте и Судане
- В бассейне рек Миссисипи-Миссури, на юге Великих равнин и в некоторых частях Калифорнии в США.

К 2012 году площадь орошаемых земель увеличилась примерно до 3 242 917 км2, что почти равно площади Индии.

Процент орошаемых сельхозземель, включая посевные (пахотные) и пастбищные угодья.

| Страна   | Площадь |
| -------- | ------- |
| Индия    | 57      |
| Китай    | 54      |
| Пакистан | 19      |
| Азия     | 188     |
| США      | 22      |
| Другие   | 67      |
| Всего    | 277     |

| Страна     | Площадь | Страна    | Площадь |
| ---------- | ------- | --------- | ------- |
| Китай      | 59,3    | Япония    | 2,5     |
| Индия      | 60,9    | Испания   | 3,41    |
| США        | 24,74   | Италия    | 2,67    |
| Пакистан   | 19,42   | Египет    | 3,65    |
| Россия     | 4,5     | Бразилия  | 4,45    |
| Индонезия  | 5,3     | Аргентина | 1,65    |
| Мексика    | 6,2     | Ирак      | 3,525   |
| Узбекистан | 4,223   | Болгария  | 0,588   |
| Румыния    | 1,5     | ЮАР       | 1,67    |

## Негативные экологические последствия

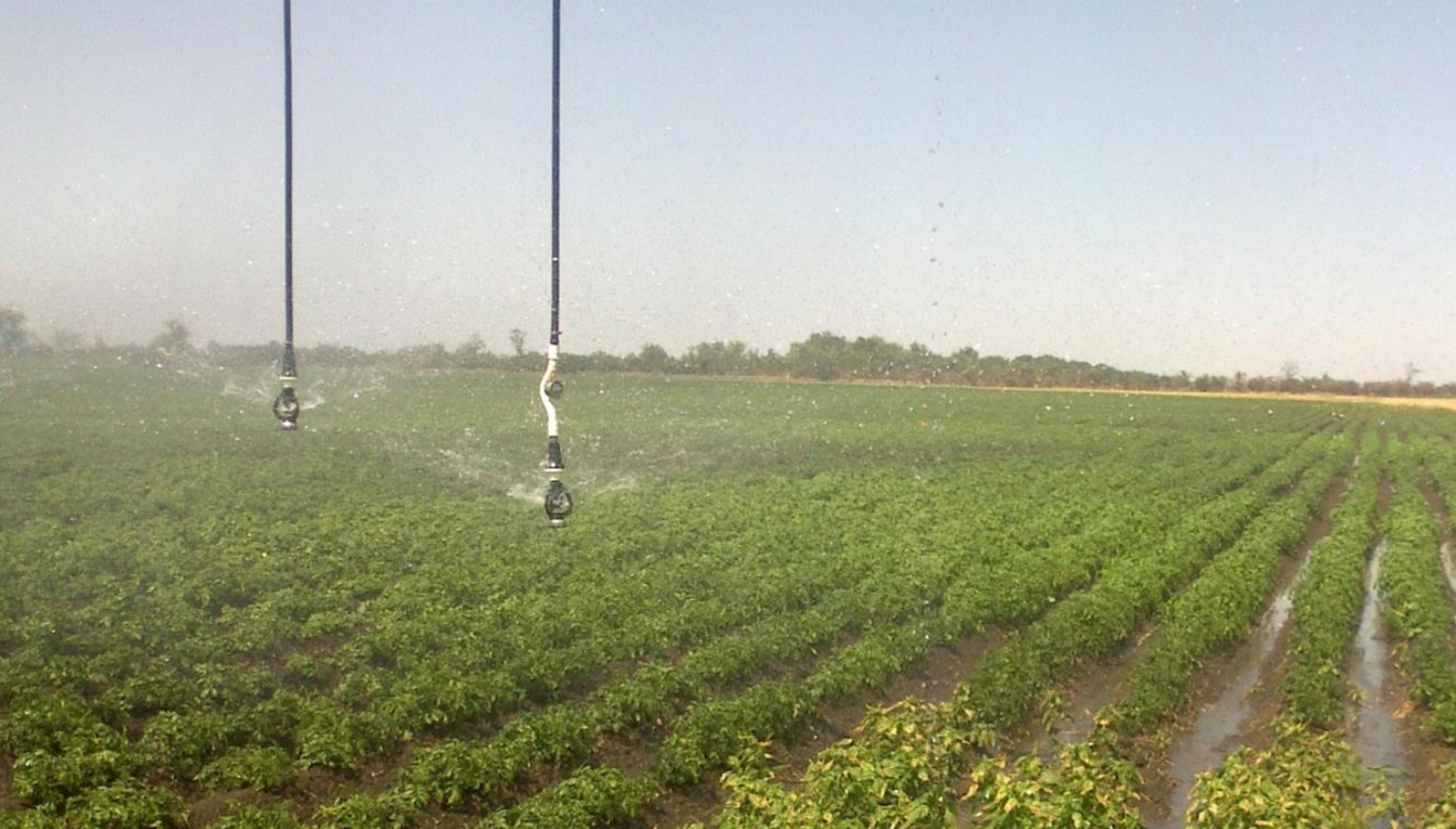
Неравномерное увлажнение почвы при дождевании. Из-за понижений микрорельефа образовались очаги переувлажнённой почвы, лужи, и растения картофеля оказались угнетены (внизу справа)

При ошибках в организации мелиорации оросительное земледелие может вызывать целую цепь негативных экологических последствий. Главными из них являются:
- ирригационная эрозия;(геология)
- накопление агроирригационного культурного горизонта почв;
- вторичное засоление грунта и почвы;
- заболачивание грунта и почвы;
- загрязнение поверхностных и подземных вод;
- обмеление рек;
- оседание рельефа местности.

Вторичное засоление — одно из главных последствий орошения земель в условиях аридного климата. Оно связано с подъёмом минерализованных грунтовых вод к земной поверхности. Грунтовые воды, содержащие соли, начинают при этом интенсивно испаряться, в результате чего почва насыщается избыточным количеством солей. Острая экологическая проблема орошаемого земледелия — загрязнение поверхностных и грунтовых вод. Это результат полива угодий и использования воды для рассоления почв. Большинство рек, воды которых используются для орошения имеют минерализацию 0,2—0,5 г/л. В настоящее время их минерализация возросла в 10 раз, что привело к росту вторичного засоления. Проблемы засоления почв и вод усугубляются применением минеральных удобрений.
Сведение негативного экологического эффекта к минимуму возможно при правильном планировании и проведении орошения, так как большая часть недостатков не является органически ему присущей.

## Технико-экономическое обоснование орошения
Экономическая эффективность мероприятий по орошению зависит от того, смогут ли дополнительные доходы, получаемые в результате проведения оросительных мероприятий, превзойти затраты на их осуществление. Соответственно, требуется иметь информацию о том, сколько средств потребуется вложить в строительство мелиоративной системы, представлять получаемый дополнительный объём продукции, а также рассчитать величину расходов, затрачиваемых на само производство сельскохозяйственной продукции.
Следует учитывать, что объём капитальных вложений в оросительные системы включает в себя не только средства на сами эти системы, но также и средства на создание соответствующей инфраструктуры, например, на создание внутрихозяйственной сети дорог, электрификацию, строительство дополнительных зданий для производственных нужд и проживания обслуживающего персонала и пр.
Годовые издержки на производство продукции при введении оросительных систем возрастают. Помимо обычных затрат на удобрения, посев, уборку и транспортировку урожая и т. п. появляются расходы на обслуживание самих оросительных систем, которые могут включать в себя затраты на оплату рабочих, на амортизацию оборудования, на дополнительные земляные работы (например, очистку каналов, нарезку временных оросительных сетей), на поливы.
В связи с этим перед введением систем орошения требуется тщательный анализ, сопровождающийся экономическими расчётами и технико-экономическим сравнением нескольких вариантов. Для этого могут потребоваться данные о видах и площадях предполагаемых к орошению земель, оценка их мелиоративного состояния, геодезические работы по съёмке местности, с целью составления топографических планов и профилей угодий, данные о физико-химическом составе почв, геологические данные о грунтовых основаниях и уровне подземных вод.
Создание крупномасштабных оросительных систем требует участия специализированных проектных институтов и научной поддержки ввиду как значительных затрат, так и возможного кардинального влияния на природу и население региона. Извлечь максимальную выгоду из внедрения мелиорации возможно при общем развитии сельскохозяйственной отрасли, когда происходит внедрение современной сельхозтехники, создаются профессиональные кадры работников, а также развивается социальная сфера на селе.

## Нормативно-техническое обеспечение орошения в Российской Федерации
В настоящее время работы по строительству, эксплуатации и содержанию оросительных систем регулируются сводом строительных норм и правил (СНиП) с сопутствующими нормативно-методическими документами (ведомственные строительные нормы (ВСН), пособия к СНиП, методические указания, большая часть которых сохранилась со времён государственного регулирования вопросов мелиорации. Стоит задача по созданию новых норм, отвечающих как современным требованиям и ситуации, так и находящихся в соответствии с требованиями Международных ассоциаций по стандартизации (ИСО). Однако появление в ближайшее время единого технического российского регламента по мелиорации в ближайшее время маловероятно. В настоящее время ведутся работы по разработке научно-методической основы для создания национальных стандартов, которые бы регулировали мероприятия по орошению, как составной части мелиорации в целом.